# Oliver Kalkofe

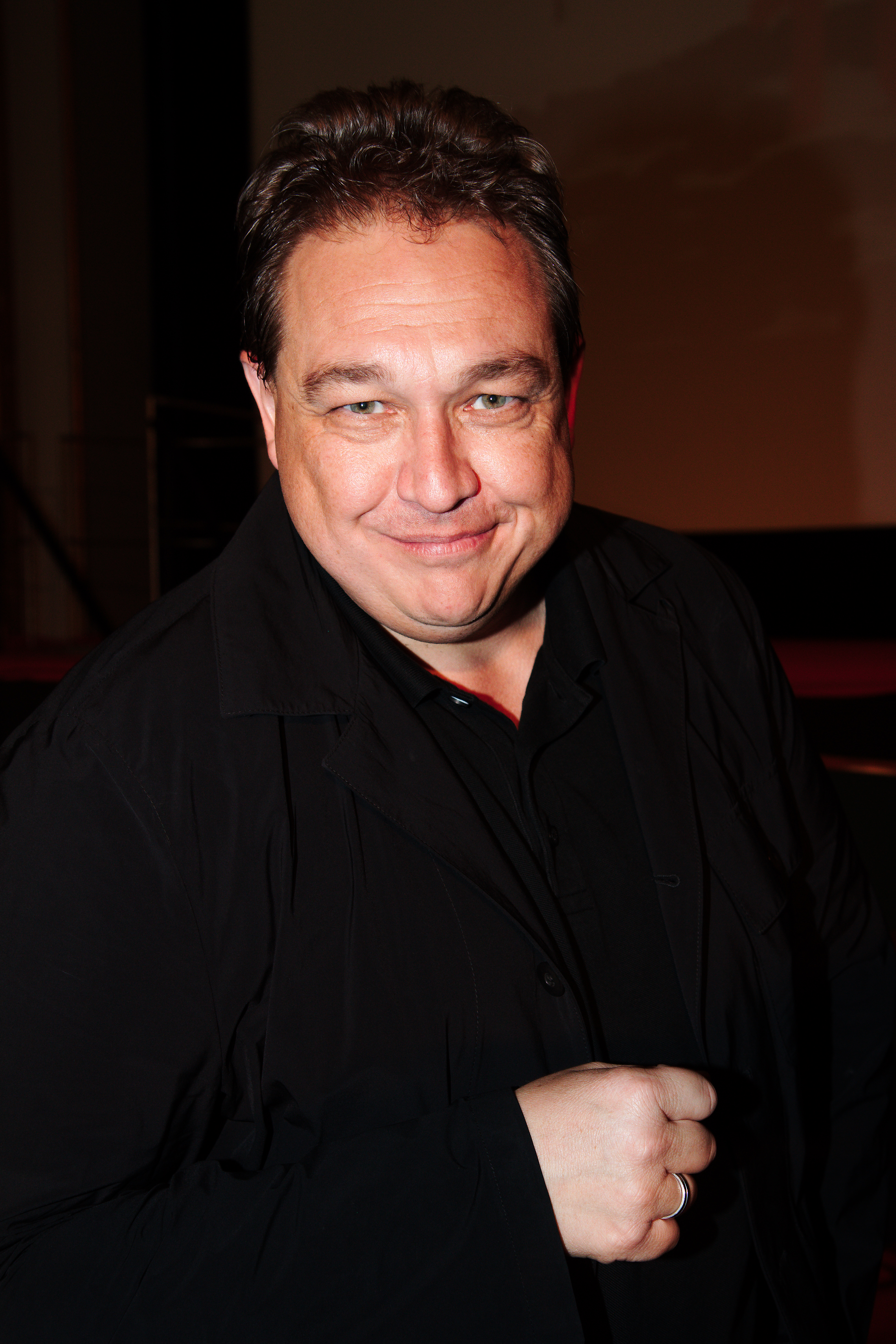
Kalkofe mit Bühnenprogramm bei Fernsehkritik-TV (2012)

Oliver Lars Fred Kalkofe (* 12. September 1965 in Engelbostel) ist ein deutscher Schauspieler, Komiker, Hörspielsprecher, Kabarettist, Satiriker, Hörbuchsprecher, Moderator, Parodist, Kolumnist, Podcaster, Schriftsteller und Synchronsprecher.

## Biografie

### Ausbildung
Oliver Kalkofe wurde in Engelbostel bei Langenhagen als Sohn des Möbelverkäufers Fritz Kalkofe geboren und wuchs dort und später in Peine auf. Nach dem Abitur 1984 machte er eine Ausbildung zum Fremdsprachenkorrespondenten und Wirtschaftsdolmetscher in Englisch und Französisch in Braunschweig und studierte Publizistik, Anglistik und Germanistik an der Westfälischen Wilhelms-Universität in Münster, brach das Studium aber ab. Während des Studiums freundete sich Kalkofe mit seinem Kommilitonen Oliver Welke an, mit dem er später unter anderem beim Frühstyxradio zusammenarbeitete.

### Radio

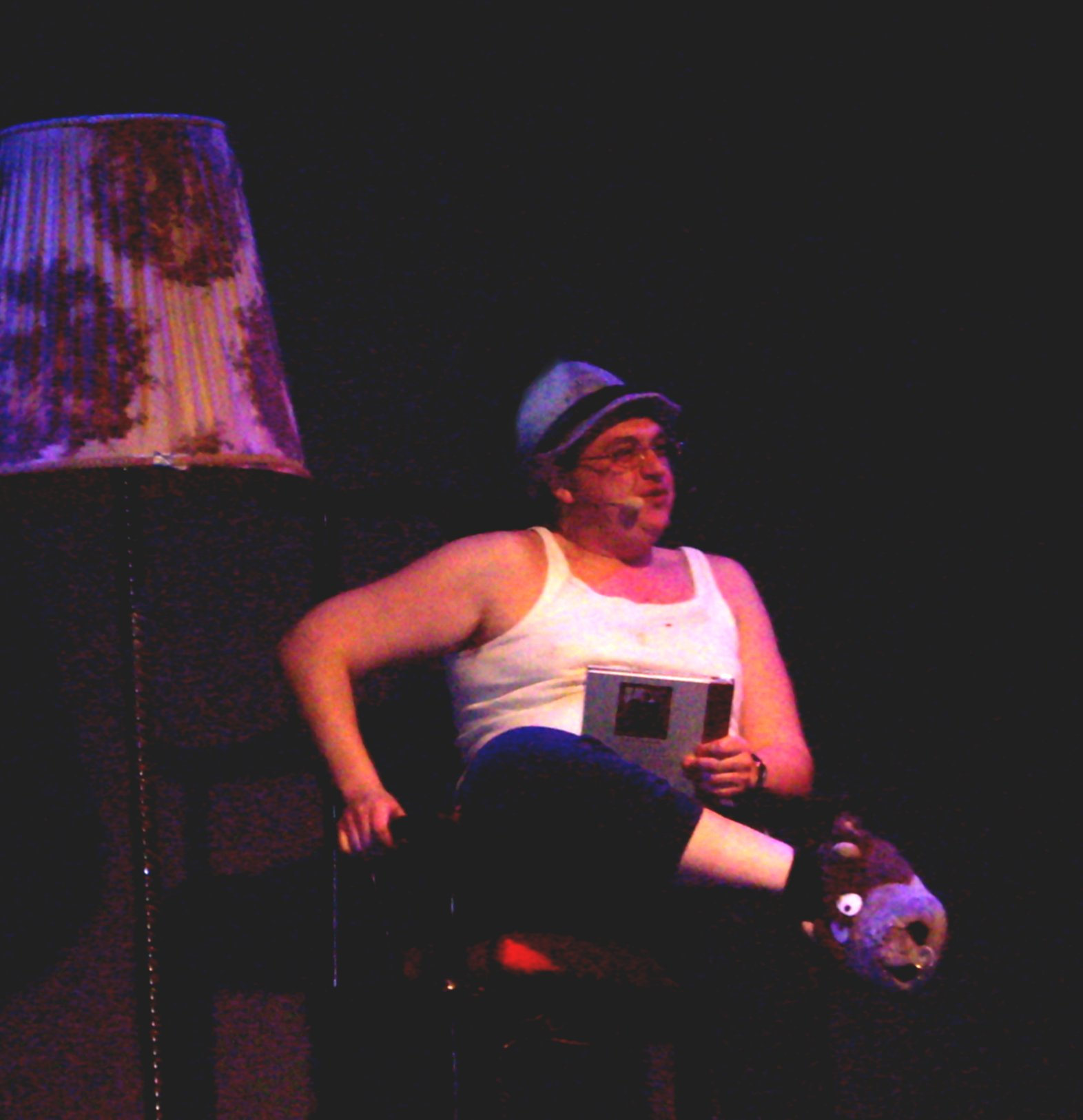
Oliver Kalkofe als Märchenerzähler „Onkel Hotte“

Seine Medienkarriere begann Kalkofe als Radiomoderator beim Lokalsender Radio RST in Rheine. Er betätigte sich dort bereits im komödiantischen Fach. 1990 kam er als Praktikant zum kommerziellen Radiosender ffn und schuf im Rahmen der Comedysendung Frühstyxradio (mit Oliver Welke, Dietmar Wischmeyer, Sabine Bulthaup, Andreas Liebold u. a.) zahlreiche Charaktere, die von anderen Sendern bundesweit übernommen wurden – etwa Horst Horstmann alias Märchenerzähler Onkel Hotte, Jürgen Ferkulat alias Gürgen, der Ferkelwämser in Die Arschkrampen.
Unter anderen erreichte die skurrile Figur des Onkel Hotte im Sendegebiet (vorwiegend Niedersachsen) eine hohe Bekanntheit (und führte zu mehreren CD-Veröffentlichungen), in denen Kalkofe mit Hornbrille, Doppelrippunterhemd und Plüschtier-Hausschuhen ausgefallene Märchengeschichten zum Besten gab. Als Grundlage dienten dabei oft bekannte Märchenerzählungen wie Schneewittchen oder Rotkäppchen, die er verballhornte. Oft waren auch Zwerge Gegenstand seiner Erzählungen. Des Weiteren kam in mehreren seiner Geschichten die erdachte Familie seiner Figur Onkel Hotte vor. Charakteristisch war das Verfälschen der deutschen Sprache wie durch die wiederkehrende Wendung „gesägt, tun getan“ und das bewusste Einbauen von Grammatikfehlern. Laut Kalkofe entstand seine Figur Onkel Hotte, um die deutsche Sprache zu zerstören – als Rache für die schlechten Erfahrungen, die er während seines Germanistikstudiums mit Vertretern dieses Studienfaches gemacht hatte.
Mit Welke bildete Kalkofe in Frühstyxradio-Sendungen und bei Auftritten das Duo Kalk & Welk. Unter dem Namen brachten beide ebenfalls Tonträger heraus.

### Fernsehen
Seinen deutschlandweiten Durchbruch hatte er mit der (unverschlüsselten) Fernsehsendung Kalkofes Mattscheibe, die ab 1994 auf Premiere ausgestrahlt wurde und die zuvor seit 1991 schon als Radiosendung auf radio ffn lief. Inhalt der Sendung ist „konstruktive Medienkritik“ in Form von satirischen Kommentaren zu Ausschnitten von Fernsehsendungen. Kalkofe tritt dabei häufig als einer der Mitwirkenden der Sendung verkleidet auf (oft auch in Frauen- und Doppelrollen) und imitiert deren Stimme und Gestik. Ebenso wurde gelegentlich auch der Originalbeitrag optisch manipuliert: Beispielsweise wurde die Moderatorin Carolin Reiber zum Platzen gebracht und in einer anderen Folge vom Blitz getroffen. Für die Mattscheibe erhielt er 1996 den Adolf-Grimme-Preis. Nach vierjähriger Pause, unterbrochen durch einige Sondersendungen für die ARD, liefen von 2003 bis 2005 neue Folgen auf ProSieben. Nach einer weiteren Pause begann die nächste Staffel am 24. Juni 2008.
Kalkofe trat auch mit dem Schlagermoderator Achim Mentzel auf. Mentzel war als ostdeutscher Moderator einer Volksmusiksendung zunächst nur Opfer der Mattscheibe, bis er den Spieß umdrehte und auf einer Schultafel, die Teil der Kulisse seiner Sendung war, der Satz „Kalki ist doof“ erschien. Kalkofe nahm den Ball auf, und es entwickelte sich über die Zeit ein reger Austausch von kleinen Gehässigkeiten via Fernseher. Zuletzt bekam Mentzel von Kalkofe eine kleinere Rolle in dessen Edgar-Wallace-Parodien Der Wixxer und Neues vom Wixxer. Zwischen Kalkofe und Mentzel entwickelte sich eine Freundschaft.
Im Juli 2012 wurde bekannt, dass die Mattscheibe bei Tele 5 zurückkehren würde. In dem Sender liefen dann ab Oktober 2012 30 neue Folgen zu je 15 Minuten als Kalkofes Mattscheibe Rekalked. Im Februar 2013 entschloss sich Tele 5 zur Produktion zehn weiterer Folgen, die das Staffelende auf Juli 2013 verschoben.
Ebenfalls auf Tele 5 begann am 29. März 2013 die Reihe Nichtgedanken, in der Kalkofe aus Autobiografien von polarisierenden Persönlichkeiten wie Bushido oder Bettina Wulff vorlas. Titel und Gestaltung der Serie spielten auf die Sendung Nachtgedanken an. Sie umfasste 32 Folgen. Seit Sommer 2013 moderiert er bei Tele 5 die Sendung Die schlechtesten Filme aller Zeiten (SchleFaZ), die sich an der KTMA-Serie Mystery Science Theater 3000 orientiert.
2016 war Kalkofe im SPD-Wahlwerbespot „Willst du das, Berlin?“ zu sehen, gemeinsam mit Klaas Heufer-Umlauf, Joko Winterscheidt, Clemens Schick, Alec Völkel und Sascha Vollmer. Seit 2017 tritt er regelmäßig in der NDR-Satiresendung extra 3 als Laudator für politische Themen auf. Ab Mai 2018 kommentierte Kalkofe bei Comedy Central die japanische Spielshow Takeshi's Castle Thailand.
2019 ehrte Tele 5 Kalkofe als „Super-Kalkinator“ aus Anlass von 25 Jahren Kalkofes Mattscheibe ab Gründonnerstag mit einer „Zeitreise durch den Fernseh-Wahnsinn“, dem bis dahin längsten Tele-5-Fernsehereignis mit 25 Stunden Kalkofes Mattscheibe am Stück. Am „Kalkfreitag“ 2019 gab es zur Krönung der Festivitäten eine Gala mit vielen Prominenten.
Am 27. Juni 2024 wurde erstmals Kalkofes neue Sendung Faking Bad – Besser als die Wahrheit in der ARD Mediathek ausgestrahlt, die seit dem 11. Juli 2024 auch im ARD-Fernsehen gezeigt wird. Digital Fernsehen bezeichnete das Konzept der Sendung als „eine Mischung aus Nobody's Perfect und Genial daneben“.

### Kolumnen
Kalkofes Kolumne Kalkofes letzte Worte erscheint seit 1995 vierzehntäglich in der Fernsehzeitschrift TV Spielfilm. Weiterhin schreibt er monatlich eine Filmkritik in der Cinema.

### Podcast
Seit dem 19. September 2022 gibt Kalkofe wöchentlich zusammen mit Oliver Welke den Podcast Kalk & Welk – Die fabelhaften Boomerboys heraus.

### Internet
Über seinen Facebook-Account sendet Kalkofe regelmäßig ältere und neue Clips aus der Mattscheibe, Trailer zu aktuellen Projekten und neue Streams, entweder aus seinem privaten Keller oder von unterwegs, bei denen er Filme, Projekte oder Gesellschaftliches diskutiert, vorstellt, bewirbt und sich mit diversen Gästen, die ihm dann zugeschaltet werden, unterhält. Seit April 2020 sendet er Kalkofes Heimabend, das diesem Konzept treu bleibt. In der ersten Folge wirkte Kalkofe noch solo, ab der zweiten war er mit Gast Peter Rütten in Kontakt, in der dritten Folge hatten Jens Riewa und Christian Steiffen kurze Gastauftritte. Die Zuschauer können sich an den Sendungen beteiligen und Fragen stellen oder Kommentare abgeben. Während SchleFaZ-Filme gezeigt werden, kommuniziert Kalkofe in sozialen Netzwerken mit den Zuschauern.

### Rechtliche Auseinandersetzungen
Anfang 1993 wurde Kalkofe von Seiten der rechtsextremen Szene wegen Volksverhetzung angezeigt. Grund hierfür war das Lied 10 kleine Glatzenköpp (unter dem Namen der Kunstfigur Onkel Hotte), welches sich eindeutig gegen die rechtsextremistischen Umtriebe zur damaligen Zeit wendet. Das Verfahren wurde nach kurzer Zeit wieder eingestellt und das Lied nebst dem Märchen vom kleinen Skinhead auf CD veröffentlicht. Der Reinerlös kam einer antifaschistischen Vereinigung zugute.
Der Sänger Klaus Baumgart (Klaus und Klaus) verklagte Kalkofe 1995, nachdem dieser ihn in seiner Sendung als „Freund Speckbulette“ bezeichnet hatte. Das Landgericht Oldenburg wies die Klage ab, es kam zu einer außergerichtlichen Einigung. Wie sich später herausstellte, war die Klage durch Baumgarts Management lediglich aus PR-Gründen lanciert worden. Die Auseinandersetzung zwischen Baumgart und Kalkofe stieß auf ein großes Medienecho, beide waren unter anderem in Thomas Gottschalks Sendung „Gottschalk Late Night“ zu Gast.
Eine Klage der Produktionsfirma FremantleMedia gegen Premiere wurde 2000 vom Bundesgerichtshof (BGH) abgewiesen. Das Unternehmen hatte dagegen geklagt, dass in Kalkofes Mattscheibe ohne Genehmigung Originalmaterial der Sendung Der Preis ist heiß gezeigt worden war, wobei die Satire – so die Sichtweise von Fremantle – Urheberrecht und Wettbewerbsrecht verletzt habe. Am 13. April 2000 verlautbarte der BGH, dass Kalkofes Mattscheibe als urheberrechtlich neues und selbständiges Werk anzusehen und die durch die Rundfunkfreiheit (Art. 5 GG) geschützte Aufgabenstellung als nicht wettbewerbswidrig zu werten sei. Dieser Beschluss ist auch als „Kalkofe-Urteil“ bekannt.

### Privates
Kalkofe ist seit 2010 verheiratet und wohnt mit seiner Frau und der Stieftochter in Berlin.

## Synchronisation

### Filme und Serien
Kalkofe ist zudem in der Synchronisation von Filmen und Serien tätig. Bekannt wurde er als deutsche Stimme von Matt Lucas in der britischen Comedy-Serie Little Britain sowie deren Ableger Little Britain USA und Little Britain Abroad. Sein Kollege Oliver Welke übernahm die Synchronisation von David Walliams. Kalkofe synchronisierte Lucas ebenfalls in Come Fly with Me, auch von den Little-Britain-Machern, sowie als Nardole in Doctor Who an der Seite von Peter Capaldi als zwölfter Doktor. Er übernahm ebenfalls die Synchronisation von anderen Schauspielern wie Kevin Spacey (Voll verkatert) oder Bill Murray (Ghostbusters). In Garfield – Faulheit verpflichtet war er als Garfield zu hören, im Original von Bill Murray gesprochen. In Planes war er als Originalstimme sowie als deutsche Stimme der Figur Franz von Fliegenhosen zu hören.

### Sonstige Sprechrollen
In den Computerspielen Die Siedler – Das Erbe der Könige und The Bard’s Tale spricht er jeweils eine Figur (bei Siedler den Mentor und bei the Bard’s Tale den Protagonisten). Von 2007 bis 2010 wirkte er in der Hörspiel-Soap … und nebenbei Liebe als Sprecher der Rolle des Matthias Schwenk mit. In der Hörspielparodie Die Ferienbande und das bumsfidele Geisterschiff spricht er den cholerischen und politisch fragwürdigen Sportlehrer der Bande.
In der seit dem Jahr 2000 produzierten Gruselhörspielserie Geisterjäger John Sinclair übernimmt Kalkofe diverse Nebenrollen. Im Ableger der ZDF-Serie Löwenzahn Löwenzähnchen lieh er im Herbst 2012 dem Protagonisten der Sendung, dem Hund Keks, die Stimme.

## Filmografie

### Filme
- 1998: Kai Rabe gegen die Vatikankiller
- 2002: Kubaner küssen besser (Fernsehfilm)
- 2004: Der Wixxer
- 2006: Die Märchenstunde: Rumpelstilzchen – Auf Wache im Märchenwald (Fernsehfilm)
- 2007: Neues vom Wixxer
- 2007: Die Märchenstunde: Hänsel und Gretel – Ein Fall für die Supergranny (Fernsehfilm)
- 2007: Der Goldene Nazivampir von Absam 2 – Das Geheimnis von Schloß Kottlitz
- 2010: Jerry Cotton
- 2015: Sharknado 3: Oh Hell No!
- 2016: Frühstyxradio – Der Rückblick (Kinofilm)
- 2017: Sharknado 5: Global Swarming
- 2020: Sky Sharks

### Fernsehen
- 1994–1998: Kalkofes Mattscheibe, Premiere
- 2001: Kalkofe! Die wunderbare Welt des Sports
- 2003–2005, 2008: Kalkofes Mattscheibe, ProSieben
- 2006, 2011: Pastewka (Fernsehserie, 3 Folgen)
- 2012–2021: Kalkofes Mattscheibe Rekalked, Tele 5
- 2013–2014: Nichtgedanken, Tele 5
- 2013–2023: Die schlechtesten Filme aller Zeiten, Tele 5
- 2015, 2017: Kalkofes Camp-Report, Radio, 12 Folgen (Kommentar zum Dschungelcamp)
- 2015–2017, seit 2024: Das Duell um die Geld, ProSieben / Joyn (Moderator)
- seit 2017: extra 3, NDR und Das Erste
- 2019: Laß dich überwachen – Die Prism is a Dancer Show (Segment: Kalkofes Mattscheibe)
- seit 2024: Die schlechtesten Filme aller Zeiten, Nitro
- seit 2024: Faking Bad – Besser als die Wahrheit, Das Erste (Moderator)
- 2024: Jenke. Zeitreise. (Joyn)

### Als Synchronsprecher
- 1999: Mystery Science Theater 3000: Der Film (zusammen mit Oliver Welke)
- 2004: Die Siedler – Das Erbe der Könige als Mentor
- 2005: Robots
- 2005: Isnogud – Der bitterböse Großwesir
- 2006: Celebrity Deathmatch (TV)
- 2006: Garfield 2
- 2006: Cars
- 2007: Little Britain (TV, Synchronstimme von Matt Lucas. Synchronisation zusammen mit Oliver Welke)
- 2008: Urmel voll in Fahrt
- 2009: Little Britain USA (Matt Lucas)
- 2009: Monsters vs. Aliens (Stimme von B.O.B.)
- 2009: B.O.B.’s bombastischer Durchbruch
- 2009: OSS 117 – Der Spion, der sich liebte (Stimme von OSS 117)
- 2009: El Superbeasto (Stimme von El Superbeasto)
- 2010: OSS 117 – Er selbst ist sich genug (Stimme von OSS 117)
- 2010: Konferenz der Tiere (Stimme von Smith)
- 2010: Megamind (Stimme von Minion)
- 2011: Batman: The Brave and the Bold (Serie, Folge 3x13, Stimme von Aquaman (Vertauscht))
- 2011: Come Fly with Me (TV, Nachfolgeserie von Little Britain, Synchronstimme von Matt Lucas. Synchronisation zusammen mit Oliver Welke)
- 2012: Löwenzähnchen (TV, Synchronstimme von Keks, vgl. Guido Hammesfahr und Löwenzahn)
- 2013: Epic – Verborgenes Königreich
- 2013: Planes (Spricht sowohl im US-Original, als auch in der deutschen Fassung die Rolle des Franz Fliegenhosen.)
- 2013: Free Birds – Esst uns an einem anderen Tag (dtsch. Synchronstimme der Zeitmaschine S.T.E.V.E.)
- 2015: Mara und der Feuerbringer (Stimme des Zweigs)
- 2015: Pete (Synchronstimme des Polizisten beim ‘Halloween-Special’ auf der DVD-Veröffentlichung von Ralph Ruthe)
- 2016: Doctor Who (TV, Folge 9x13 Besuch bei River Song, Synchronstimme von Matt Lucas)
- 2016: Voll verkatert (Synchronstimme von Kevin Spacey)
- 2018: Auf der Suche nach dem Ultra-Sex (Deutsche Synchronfassung zusammen mit Peter Rütten)
- 2019: Manou – flieg’ flink!
- 2019: Urfin, der Zauberer von Oz
- 2019: Playmobil – Der Film (Synchronstimme von Der Schwarze Ritter)
- 2020: Spitting Image
- 2021: Spitting Image – The Krauts Edition
- 2021: OSS 117 – Liebesgrüße aus Afrika (Stimme von OSS 117)
- 2022: Der gestiefelte Kater: Der letzte Wunsch

### Auszeichnungen
- 1991: Goldenes Kabel in Silber für die Radiomattscheibe
- 1996: Adolf-Grimme-Preis für Kalkofes Mattscheibe
- 1998: Deutscher Comedypreis für Kalkofes Mattscheibe
- 2004: DVD Champion – Creative Award für Kalkofes Mattscheibe
- 2007: DVD Champion – Creative Award für Neues vom WiXXer
- 2010: Sprecherpreis beim Trickfilmfestival Stuttgart für seine Rolle als Einzeller „B.O.B.“ in Monsters vs. Aliens
- 2011: „KuH des Jahres“ gemeinsam mit neoParadise für seinen Auftritt in der gleichnamigen Sendung,[33] verliehen vom Podcast Medien-KuH
- 2021: Prix Pantheon „Reif und Bekloppt“ (Ehrenpreis)[34]
- 2025: Besondere Ehrung des Donnepp Media Awards[35]

## Hörbücher & Hörspiele (Auswahl)
Kalkofe ist als Sprecher bereits bei mehreren Verlagen tätig gewesen, so etwa bei der Hörverlag, Argon Verlag, Der Audio Verlag und Audible.
- 1991: Die Arschkrampen – „Is mir schlecht!“ (mit Dietmar Wischmeyer)
- 1992: Onkel Hotte – „Onkel Hottes Märchenstunde“
- 1992: Onkel Hotte Teil 3 – „Ein Zwerglein hängt im Walde“
- 1993: Herr Radioven – Hallooooooooooooooooooooooooooo! (mit Andreas Liebold)
- 1993: Onkel Hotte – „10 Kleine Glatzenköpp“
- 1995: Onkel Hotte Teil 2 – „Spiel mir das Lied vom Zwerg“
- 1996: Kalk & Welk (mit Oliver Welke)
- 1997: Onkel Hotte – „Hotte X, Die unheimlichen Märchen des Horst Horstmann“
- 1998: Kalkofes Mattscheibe
- 1999: Kalk & Welk – „Zwei Engel der Barmherzigkeit“ (mit Oliver Welke)
- 2000: Super R-Win rettet die Welt
- 2001: Onkel Hotte – „Planet der Zwerge“
- 2004: 1500 Jahre Frühstyxradio: Am Anfang war das Ei
- 2005: Die Arschkrampen – „Satan Ziege!“ (mit Dietmar Wischmeyer)
- 2007: Und nebenbei Liebe (Staffel 1 Folge 1–10)
- 2007: Der Wixxer (Hörspiel)
- 2007: Neues vom Wixxer (Hörspiel)
- 2008: Und nebenbei Liebe (Staffel 2 Folge 1-6)
- 2008: Kalkofe liest Asmussen – Oliver Kalkofe liest „Lachen ist gesund“ von Fips Asmussen (Hörbuch)
- 2009: Sherlock Holmes und Dr. Watson (Wupp! Die Dimensions-Jäger) (mit Bernhard Hoëcker)
- 2010: Hui Buh Das Schlossgespenst: Im Bann des Schwarzspukers
- 2010: Die Arschkrampen – Sooo saahddas aus ! (2 CDs)
- 2010: Die Arschkrampen – Arschkrampen Testament (3 CDs)
- 2011: Kalkofe liest Fragen Sie Dr. Ozzy!
- 2011: Die drei ??? – Geisterbucht (Gastrolle als Inspektor Havilland)
- 2012: Agatha Christie: Vier Frauen und ein Mord
- 2012: Die Abenteuer des Sherlock Holmes: Das blaue Karfunkel / Das gesprenkelte Band
- 2012: Die Abenteuer des Sherlock Holmes: Ein Skandal in Böhmen / Die Liga der Rotschöpfe
- 2012: Die Abenteuer des Sherlock Holmes: Die fünf Orangenkerne / Der Mann mit der entstellten Lippe
- 2012: Die Abenteuer des Sherlock Holmes: Eine Frage der Identität / Das Rätsel von Boscombe Valley
- 2012: Bernhard Hennen: Die Elfen – Der Fluch des Schicksalwebers (Gastrolle als Kobold in Folge 4)
- 2012: Kalkofe liest „Nackt unter Krabben“ von Marie Matisek (Hörbuch, 4 CDs)
- 2012: Kalkofes Radio – Mattscheiben komplett (16 CDs)
- 2013: Kalkofe liest Mutter bei die Fische
- 2013: Die Abenteuer des Sherlock Holmes: Die Beryll-Krone / Die Blutbuchen
- 2013: Die Abenteuer des Sherlock Holmes: Der Daumen des Ingenieurs / Der adlige Junggeselle
- 2013: Die Memoiren des Sherlock Holmes: Silberstern / Das gelbe Gesicht
- 2014: Christiane Franke & Cornelia Kuhnert: Krabbenbrot und Seemannstod – Ein Ostfriesenkrimi, audio media Verlag, ISBN 978-3-86804-855-1
- 2014: Oliver Döring: End of Time – Am Abgrund (Gastrolle in Folge 3), Imaga, ISBN 978-3-941082-80-9
- 2015: Ada von Goth und die Geistermaus von Chris Riddell (Hörbuch, 2 CDs)
- 2015: Christine Franke & Cornelia Kuhnert: Der letzte Heuler – Ein Ostfriesen-Krimi (Hörbuch, 4 CDs)
- 2016: Arschkrampen – Bei Gertrud (mit Dietmar Wischmeyer)
- 2016: Agatha Christie: Das Geheimnis der Schnallenschuhe (Hercule Poirot), der Hörverlag, ISBN 978-3-8445-2089-7
- 2017: Die drei ??? – Signale aus dem Jenseits (Gastrolle als Anrufer in einer Hellseher-Call-in-Sendung im Fernsehen)
- 2017: Oliver Döring: Foster – Das Tote-Welt-Phänomen (Gastrolle in Folge 9), Imaga / Maritim, ISBN 978-3-946207-23-8
- 2020: Oliver Kalkofe liest Die drei ??? ...und der lachende Schatten, BookBeat
- 2020: Andrea Schomburg: Winkel, Wankel, Weihnachtswichte! 24 Reimgeschichten. cbj Audio Verlag, ISBN 978-3-8371-5331-6
- 2020: Mama Tresore und die Kanalrattenbande (Sprecher und Gesang, CD, Sony Music)
- 2021: Die drei ??? – und der Jadekönig (Gastrolle als Leopold Nelson)
- 2022: Geisterjäger John Sinclair – Sonderedition Nummer 16, Totenkopf TV.  (Als sich selbst)
- 2023: Der gestiefelte Kater – Der letzte Wunsch. Das Original-Hörspiel zum Kinofilm, Edelkids Verlag (Der gestiefelte Kater: Der letzte Wunsch)
- 2023: Johanna Prinz: Wilde Woche – Montags ist immer Safari, der Hörverlag, ISBN 978-3-8371-6543-2 (Hörbuch)
- 2024: Die drei ??? – Die Spur der Toten (Gastrolle als Jack Cliffwater)
- 2024: Andreas Hüging & Angelika Niestrath: Jagd nach dem Katzengold, der Hörverlag, ISBN 978-3-8371-6386-5 (Hörbuch)

## Bücher
- 1997: Kalkofes letzte Worte, Bd. 1 (Eichborn Verlag, ISBN 3-8218-0551-X)
- 1998: Kalkofes Mattscheibe (Buch) (Lappan Verlag, ISBN 3-89082-812-4)
- 1999: Kalkofes letzte Worte, Bd. 2 (Eichborn, ISBN 3-8218-0819-5)
- 2001: Onkel Hotte Märchenstunde (Lappan Verlag, ISBN 3-8303-3026-X)
- 2007: Der Wixxer (Egmont Vgs)
- 2007: Neues vom Wixxer (Egmont Vgs)
- 2008: Kalkofes Letzte Worte – Geschafft! Wir sind blöd! (Lappan Verlag, ISBN 978-3-8303-3169-8)
- 2010: Gemeinsam sind wir doof! – Kalkofes letzte Worte (Lappan Verlag, ISBN 978-3-8303-3252-7)
- 2024: Sieg der Blödigkeit – Ist die Vernunft noch zu retten? (Droemer Knaur Verlag, ISBN 978-3-426-56056-3)

## Audios
- WDR 5 (Westdeutscher Rundfunk) Tischgespräch vom 20. Dezember 2022: Oliver Kalkofe im Gespräch mit Andrea Burtz